# Гранароне (Ровиго)
Гранароне је насеље у Италији у округу Ровиго, региону Венето.
Према процени из 2011. у насељу је живело 55 становника. Насеље се налази на надморској висини од 9 м.